# БА-И
БА-И (сокращение от «Бронеавтомобиль Ижорский», в ряде источников обозначается также как БАИ) — советский средний бронеавтомобиль межвоенного периода и времён Великой Отечественной войны. При создании бронеавтомобиля применялось трёхосное (6 × 4) шасси американского грузового автомобиля «Форд-Тимкен», впоследствии — его отечественного аналога ГАЗ-ААА. БА-И является родоначальником семейства средних бронеавтомобилей разработки Ижорского завода (БА-3, БА-6, БА-10, БА-11). Всего за полтора года производства было выпущено 109 бронеавтомобилей, часть из которых ограниченно применялась частями РККА в ходе Великой Отечественной войны.

## История создания

Трёхосные грузовые автомобили «Форд-Тимкен» во дворе завода «Гудок Октября», 1932 год

18 июля 1929 года Наркомвоенмором СССР была принята Система танко-тракторного и автоброневого вооружения РККА. Среди прочего, в ней значились два типа среднего бронеавтомобиля, более современных, чем БА-27. Вскоре КБ Ижорского завода и ОКИБ Управления механизации и моторизации РККА под руководством талантливого инженера-самоучки Николая Дыренкова получили задание на разработку перспективных броневиков, причём в довольно сжатые сроки.
Одним из требований УММ РККА было использование в качестве базы для бронемашины трёхосной ходовой части с колёсной формулой 6 × 4, что было продиктовано рядом причин. Во-первых, практика эксплуатации БА-27 показала, что двухосная ходовая часть оказывает слишком высокое давление на грунт, в связи с чем динамические характеристики машины падают. Трёхосное шасси, таким образом, обещало более высокую проходимость по пересечённой местности и плохим дорогам, а также давало возможность усилить бронирование и вооружение. Кроме того, руководство РККА через своих сотрудников, находившихся в составе советских торговых представительств в Великобритании и США, получило информацию, что войска вероятного противника располагают весьма современными на тот момент средними трёхосными броневиками. В частности, таковыми являлись американский T4 Armored Car и британские Lanchester Mk II Armored Car и Crossley 6×4 Medium Armored Car. Правда, все они выпускались небольшими партиями, однако сам факт их наличия о многом говорил.
Изначально конкретным предложением УММ РККА конструкторам было использование шасси американского грузовика «Морланд» с «родными» двигателем и трансмиссией. Партия из 100 таких машин как раз прибыла в начале 1930 года в СССР, чему немало способствовала комиссия И. А. Халепского. А в конце 1930 года с фирмой «Тимкен» был заключён контракт на поставку комплектующих для ещё 1000 трёхосных грузовиков, созданных на базе двухосного грузовика «Форд-АА» путём простого добавления к нему третьей оси. К ноябрю 1931 года все комплектующие были доставлены в СССР, а нижегородский завод «Гудок Октября» приступил к сборке из них готовых автомобилей. Эти машины и было решено использовать для создания бронеавтомобилей.
На первых порах КБ Ижорского завода под руководством инженера А. Д. Кузьмина подошло к вопросу весьма практически — ходовая часть «Форд-Тимкен» осталась без изменений, а броневой корпус и башня имели предельно простые формы, за что броневик получил сатирическое прозвище «собачий ящик». К зиме 1931 года был построен опытный экземпляр с корпусом из неброневой стали толщиной 4—8 мм. Правда, планировавшаяся башня с вооружением (тяжёлый пулемёт калибра 12,7 мм и 20-мм автоматическая пушка) так и не была создана, из-за чего на машину, по рекомендации того же Дыренкова, установили башню от танка МС-1. Вскоре машину осмотрели военные и в целом остались ей недовольны. Отмечалось, что водителю тяжело забираться в машину, он имеет скверный обзор, а при езде ещё и больно бьётся головой о стальной потолок бронекабины. В итоге ижорцам было предложено доработать свой броневик, а пока что для производства был выбран бронеавтомобиль Д-13 конструкции Дыренкова, хотя и он не совсем вписывался в техзадание военных и был излишне сложен в производстве.
К началу 1932 года КБ Ижорского завода полностью переработало проект броневика. В частности, был разработан характерный «ступенчатый» бронекорпус, ставший отличительной особенностью всех последующих бронеавтомобилей семейства. Некоторым переработкам подверглась ходовая часть, была разработана башня оригинальной конструкции. Новый образец бронеавтомобиля, получившего обозначение БА-И — «Бронеавтомобиль Ижорский», — был изготовлен в начале 1932 года. После двухнедельной предварительной «обкатки» машины на заводе её продемонстрировали военным, которые на этот раз были значительно более благосклонны. В докладе о перспективных образцах бронетанкового вооружения от 6 апреля 1932 года помощник начальника УММ РККА Густав Бокис обрисовал ситуацию следующим образом:

В серийном производстве находится средний бронеавтомобиль Д-13 на шасси «Форд-ААА». Выполнены опытные образцы этого типа бронеавтомобиля с различной конфигурацией корпуса и различным расположением вооружения. На сегодняшний день имеем опытные образцы следующих бронеавтомобилей:
1) Д-13 — конструкции Дыренкова;
2) ФВВ — конструкции АТТБ ЭКУ ОГПУ;
3) БАИ — Ижорского завода.
Причём последний тип имеет укороченную базу, вследствие чего получились более компактные размеры корпуса. Это дало возможность увеличить толщину брони и довести её до 8-мм без нагрузки машины.— Помощник начальника УММ РККА Густав Бокис
5 августа 1932 года опытный образец БА-И, который к тому времени уже прошёл 980 км, был доставлен для проведения полигонных испытаний на НИИБТ полигон в Кубинке, где всю первую половину августа машину гоняли по различным дорогам, увеличив тем самым её пробег ещё на 200 км. Испытания выявили как сильные, так и слабые стороны нового броневика, однако это было, в сущности, не так важно. Дело в том, что ещё до начала испытаний на полигоне УММ РККА уже приняло решение о развёртывании серийного производства БА-И, поскольку остальные «кандидаты» к тому моменту уже отпали — бронемашина Д-13 оказалась перетяжелена и, главное, слишком сложна и дорога в производстве, а броневик ФВВ, созданный «тюремным КБ» АТТБ ЭКУ ОГПУ, так и не вышел из стадии чертежей.

## Серийное производство

Опытный экземпляр БА-И на ходовых испытаниях на НИИБТ полигоне в Кубинке. Лето 1932 года

Первоначально предполагалось, что БА-И будут производиться на их «родном» Ижорском заводе, однако вскоре выяснилось, что завод не сможет справиться с этой задачей ввиду своей большой загруженности другими заказами. В поисках альтернативных производственных мощностей УММ РККА обратило внимание на Выксунский завод дробильно-размольного оборудования (ДРО, город Выкса Горьковской области), обладавший достаточными возможностями для выпуска лёгких и средних бронеавтомобилей. 3 августа 1932 года решением правительства СССР Выксунский завод ДРО был выделен для изготовления бронированных автомобилей. Правда, возможности завода военные основательно переоценили. Предполагалось, что до конца года завод сможет дать армии 320 броневиков БА-И, а в течение следующего года — уже 2500 бронемашин разных типов. В реальности же из-за нехватки оборудования, производственных площадей и рабочих, а также солидной задержки с поступлением чертежей завод до конца 1932 года вообще не смог приступить к производству броневиков. При разработке производственного плана на 1933 год «наполеоновскую» цифру 2500 машин скорректировали до куда более скромных 400, из которых 300 единиц составляли БА-И, а остальные 100 — лёгкие ФАИ. Но даже это количество бронеавтомобилей Выксунский завод ДРО не осилил.
В начале сентября 1933 года представитель УММ РККА докладывал в наркомат обороны неутешительные новости о ходе выполнения заводом годовой программы выпуска БА-И:

БАИ — сдано 28, остальные 272 под сомнением. Будет, вероятно, не больше 150—200 штук...
 Однако до конца года завод с огромным трудом изготовил лишь 90 машин. Ещё 19 БА-И Выкса собрала в начале 1934 года, после чего производство этих броневиков было прекращено. Таким образом, из 300 заказанных БАИ, было изготовлено 109 экземпляров бронеавтомобиля и еще 191 закончили уже как БА-3 (187 из них на Ижорском заводе).
В 1935 — 1936 годах из БАИ в БА-3 было переделано 26 машин.

## Описание конструкции

### Броневой корпус и башня

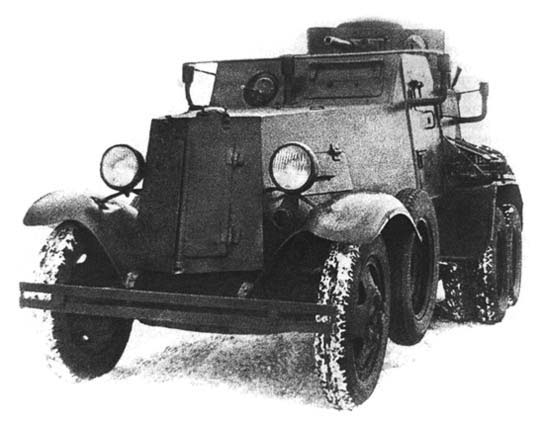
Испытания бронеавтомобиля БА-И с установленной в экспериментальном порядке радиостанцией 71-ТК-1 с поручневой антенной. НИИБТ полигон в Кубинке, зима 1933 года

Бронекорпус машины имел достаточно сложную конфигурацию и собирался из бронелистов толщиной от 4 до 8 мм полностью с помощью сварки, что было весьма прогрессивным решением для того времени. Для повышения жёсткости на соединительные швы наваривались дополнительные уголки из броневой стали. Характерной особенностью корпуса БА-И являлась его «ступенчатая» форма — крыша корпуса над отделением управления была выше, чем над боевым отделением. Такое решение позволило ощутимо снизить общую высоту машины, не создавая при этом неудобств для водителя и пулемётчика. Впоследствии все советские средние бронеавтомобили 1930-х годов имели бронекорпус такой конфигурации (с некоторыми мелкими различиями). Бронекорпус крепился к раме бронеавтомобиля в 10 точках.
В передней части корпуса размещалось моторное отделение. Броневая защита радиатора имела клиновидную форму для обеспечения лучшей пулестойкости. Для доступа охлаждающего воздуха к радиатору служили две бронедверцы с регулируемым зазором, открывавшиеся с места водителя. В боковых бронелистах моторного отделения имелись два двустворчатых люка для доступа к двигателю и его обслуживания. За моторным отделением размещалось отделение управления с местами водителя (слева) и пулемётчика (справа). Для их посадки и высадки из бронеавтомобиля служили две двери в бортах бронекабины, крепившиеся на внешних петлях и открывавшиеся в сторону носа машины. Для наблюдения за дорогой водитель располагал люком в наклонном лобовом бронелисте кабины, в боевой обстановке закрывавшимся бронекрышкой со смотровой щелью. Справа от люка размещалась шаровая установка курсового пулемёта. Ещё два смотровых лючка имелись в боковых дверях. Для облегчения посадки и высадки под дверями были смонтированы небольшие подножки на изогнутых кронштейнах. В крыше отделения управления размещался крупный прямоугольный люк, использовавшийся для вентиляции и наблюдения за авиацией противника. В случае надобности через этот люк могла вестись зенитная стрельба (для этого требовалось снять пулемёт с шаровой установки в лобовом листе).
 В кормовой части бронемашины размещалось боевое отделение. Его корма была решена в форме двойного трёхчастного клина (в вертикальной и горизонтальной плоскостях), в правом верхнем листе которого располагалась бронедверь, через которую осуществлялась, главным образом, посадка и высадка командира машины. В верхней части бронедвери и на примерно аналогичном месте левого верхнего бронелиста имелись смотровые лючки, аналогичные расположенным на дверях отделения управления.
Над боевым отделением на погоне размещалась башня с основным вооружением бронеавтомобиля. Башня имела оригинальную конструкцию, хотя общая идея расположения вооружения была аналогична башням бронеавтомобиля БА-27 и танка МС-1. В передней части цилиндрической башни имелись две плоские лобовые панели, установленные под углом к вертикали и в горизонтальной плоскости образовывавшие клин. В правом бронелисте в маске на цапфах размещалось орудие, в левом — пулемёт в шаровой установке. В башне размещался командир бронеавтомобиля, сидевший в петле из брезентового ремня. Для наблюдения за полем боя он мог использовать три смотровые щели в стенках башни, закрываемые изнутри броневыми заслонками, а также откидной сферический бронеколпак с прорезями, размещавшийся на крыше башни. Под днищем боевого отделения располагались два ящика с инструментами и запчастями для вооружения.
Передние и задние колёса прикрывались штампованными крыльями из броневой стали. На кормовых крыльях могли размещаться ящики для ЗИП и/или гусеничных цепей «Оверолл». Между моторным отделением и отделением управления крепились два запасных колеса (по одному с каждого борта). Запасные колёса могли свободно вращаться на своих осях, благодаря чему не давали бронеавтомобилю сесть на дно и облегчали преодоление рвов и окопов. Данное решение было позаимствовано у бронеавтомобиля Д-13 и в дальнейшем «кочевало» с одного среднего бронеавтомобиля на другой, вплоть до БА-11.

### Вооружение
Основным вооружением БА-И являлась переработанная 37-мм танковая пушка системы Гочкиса, известная как «Гочкис-ПС» (также «Гочкис тип 3», заводской индекс 2К). Это орудие представляло собой своего рода гибрид между оригинальным орудием Гочкиса и пушкой ПС-1 конструкции П. Сячинтова, которая так и не была запущена в производство. При сохранении «старого» ствола пушки Гочкиса и её противооткатных приспособлений орудие имело ряд более современных механизмов, заимствованных у ПС-1, в частности, механизм спуска. Длина ствола составляла 20 калибров (740 мм); затвор — клиновый, противооткатные устройства состояли из гидравлического компрессор-тормоза и пружинного накатника.
Орудие устанавливалось в правом лобовом листе башни на цапфах. Прицельные приспособления состояли из мушки, прицельной планки и целика; наведение орудия в вертикальной плоскости осуществлялась при помощи плечевого упора, в горизонтальной плоскости — посредством поворота башни. Возимый боекомплект пушки состоял из 34 унитарных выстрелов и мог включать бронебойные и осколочно-фугасные снаряды, а также картечь. Выстрелы укладывались в брезентовые карманы внутри башни.
Вспомогательное вооружение БА-И состояло из двух 7,62-мм пулемётов ДТ, расположенных в шаровых установках. Один из них размещался в левом лобовом листе башни, другой — в лобовом листе корпуса справа. Возимый боекомплект пулемётов состоял из 3024 патронов в 48 дисковых магазинах по 63 патрона в каждом.

### Двигатель и трансмиссия
Двигатель — «Ford Model АА», карбюраторный, рядный, 4-цилиндровый, жидкостного охлаждения, рабочим объёмом 3285 см³ и мощностью 40 л. с. (29 кВт) при 2200 об/мин. Максимальный крутящий момент — 165 Н·м при 1200 об/мин, степень сжатия — 4,22. Карбюратор — «ГАЗ-Зенит». Пуск двигателя осуществлялся с помощью стартера МАФ-4006 мощностью 0,8 л. с. (0,6 кВт) и заводной рукояти. Ёмкость топливного бака составляла 45 литров (по другим данным — 40).
Трансмиссия состояла из однодискового фрикциона, механической четырёхступенчатой коробки передач с демультипликатором и двух кормовых ведущих мостов с коническими дифференциалами и червячными главными передачами.

### Ходовая часть
Ходовая часть — трёхосная неполноприводная (колёсная формула — 6 × 4). Подвеска — зависимая, на полуэллиптических стальных рессорах с реактивными штангами, продольных на кормовых мостах и поперечной на носовом. В целом ходовая часть БА-И была практически полностью заимствована у грузовика «Форд-Тимкен». Основными доработками являлись урезание кормовой части рамы на 400 мм, благодаря чему удалось сделать конструкцию бронеавтомобиля более компактной по сравнению с Д-13, усиление рамы шасси дополнительной поперечиной и установка дополнительных листов в передние рессоры. Колёса с литыми дисками, односкатные на переднем мосту и двускатные на задних, с пневматическими шинами большого сечения размером 6,50—20.
Для улучшения проходимости по слабым грунтам и снегу БА-И оснащались вездеходными цепями-гусеницами, которые надевались двумя членами экипажа на колёса задних мостов за 8—10 минут. Каждая гусеница имела массу 71 кг и состояла из 24 звеньев-плиц длиной 180 и шириной 310 мм. Впоследствии этими вездеходными цепями, получившими наименование «Оверолл», комплектовались все средние бронеавтомобили РККА.

### Электрооборудование
Электрооборудование выполнено по однопроводной схеме. Напряжение бортовой сети — 6 В. Источниками электроэнергии служили аккумулятор 3 СТП-80 (ёмкость — 80 А·ч) и генератор ГМ-71 (мощность — 100 Вт). Для движения в ночное время бронеавтомобиль имел две фары, смонтированные над передними крыльями. Какая-либо защита фар не предусматривалась. Также на левом кормовом крыле крепился стоп-сигнал. Для подачи звуковых сигналов служил гудок вибраторного типа.

## Модификации
В процессе производства и эксплуатации БА-И предпринимался ряд попыток модернизации бронеавтомобиля, с тем чтобы повысить его боевые и эксплуатационные характеристики.
В частности, в 1933 году, ещё в процессе массового производства БА-И, по специальному заданию УММ РККА инженер Важинский разработал проект оснащения бронеавтомобиля кормовым постом управления. В ходе испытаний было выявлено неудобство управления машиной с заднего поста и плохой обзор, манёвренность повысилась незначительно. От данной модернизации было решено отказаться.
Осенью 1933 года на один из бронеавтомобилей БА-И в опытном порядке установили 37-мм безоткатное (динамо-реактивное) противотанковое орудие Л. В. Курчевского. Для этого в корме башни было прорезано прямоугольное отверстие, закрытое бронелистом, а спереди был наварен специальный коробчатый кожух ствола. Зимой 1933—1934 годов на Кунцевском стрелковом полигоне были проведены испытания, в ходе которых выявилось множество недостатков установки, таких как ненадёжное крепление ствола в башне, неудобная система заряжания, малый угол возвышения. Кроме того, из орудия нельзя было стрелять назад, так как образовывавшийся при выстреле реактивный поток ударял по высокой крыше над отделением управления и мог деформировать её. Наконец, орудие при выстреле создавало сильное дымо-пылевое облако, демаскировавшее машину. В связи с этим дальнейшие работы по вооружению БА-И артсистемами Курчевского были признаны бесперспективными.
Примерно в то же время один бронеавтомобиль был в опытном порядке оснащён радиостанцией 71-ТК-1 с поручневой антенной вокруг корпуса, однако, по тем или иным причинам, массовая установка раций так и не была проведена (в ряде источников встречаются упоминания о нескольких «радийных» БА-И).
К лету 1938 года высокая изношенность шасси «Форд-Тимкен» стала очевидной. Развернувшееся в стране производство ГАЗ-ААА проблему запчастей решало лишь отчасти, поскольку в конечном итоге это были не совсем одинаковые шасси. Выходом в этом свете виделась полная «пересадка» БА-И на шасси ГАЗ-ААА, по аналогии с БА-27, которые уже модернизировались подобным образом. Вскоре в опытном порядке предприняли и модернизацию БА-И. Для этого ходовую часть ГАЗ-ААА укоротили в кормовой части на 300 мм, доведя количество листов в рессорах до 13, и усилили переднюю ось двумя стальными накладками. Под полом отделения управления был установлен дополнительный топливный бак на 38 литров. Метрические размеры бронеавтомобиля изменились незначительно (модернизированный вариант был на 15 мм длиннее, на 20 мм шире и на 70 мм ниже оригинального), но база сократилась на 212 мм (до 3200 мм). Ещё одно изменение коснулось шин — в новом шасси использовались пулестойкие шины ГК, заполненные губчатой резиной. В результате модернизации бронеавтомобиль потяжелел на 820 кг (масса составила 4,68 тонн), однако в целом сохранил прежние ходовые качества (чуть снизилась максимальная скорость), причём запас хода увеличился до 286 км по шоссе и 174 по рокаде.
С января по март 1939 года опытный БА-И на шасси ГАЗ-ААА испытывался на НИИБТ полигоне, пройдя в ходе испытаний 1743 км по шоссе, 1047 км по просёлку и 33 км по снежной целине. По итогам испытаний комиссия НИИБТ полигона сделала следующие выводы:

1. Основная цель всех испытаний бронеавтомобиля заключалась в выявлении возможностей использования старых бронекорпусов БАИ на шасси «Форд-Тимкен» с последующей перестановкой их на шасси ГАЗ-ААА.
2. За проведённые пробеговые испытания… модернизированный БАИ показал удовлетворительную техническую и оперативную скорости и проходимость.
3. Монтаж и демонтаж бронекорпуса на шасси ГАЗ-ААА особых трудностей не вызывает. Крепление бронекорпуса к раме прочно, дефектов и неисправностей в креплении за время испытаний не было.
4. Качество сварных швов бронекорпуса недостаточное вследствие имеющихся включений, непроваров и образовавшихся трещин.
5. Существенным недостатком БАИ является ненадёжность переднего моста вследствие перегрузки его против автомобиля ГАЗ-ААА. Данный дефект должен быть устранён.
6. Сравнивая модернизированный БАИ с БА-6 и БА-10 на шасси ГАЗ-ААА необходимо отметить, что БАИ уступает им и по мощности огня, и по стойкости брони. Учитывая имеющийся парк бронеавтомобилей на шасси «Форд-Тимкен», после устранения недостатков использование БАИ в РККА возможно:
а) Для учебных целей.
б) В боевых условиях может быть использован лишь с учётом конкретной обстановки и возможности выполнения задач по броне и вооружению.

Переделка остальных машин по данному образцу началась летом 1939 года на броневых ремонтных базах № 2 и № 6 в Брянске, а в октябре того же года модернизированные машины (упоминающиеся в ряде источников как БАИ-М) начали поступать в войска. Полный цикл модернизации имеющегося в частях парка БА-И был завершён к лету 1940 года.
Правда, вопрос недостаточной мощи вооружения БА-И и БАИ-М оставался открытым, и дело здесь было даже не только и не столько в устаревании пушки «Гочкис-ПС». Дело в том, что к 1939 году эти орудия уже семь лет как не производились. Соответственно, постоянно снижался выпуск боеприпасов к ним, и в последние годы снарядов уже откровенно не хватало. Однако установить в башню БАИ-М более мощную артсистему не представлялось возможным. Проекты перевооружения бронеавтомобиля тяжёлым пулемётом (к примеру, ДШК) или огнемётом также имели множество недостатков, а самое технически простое решение установить вместо пушки ещё один пулемёт ДТ являлось явно бесперспективным. В итоге было принято решение оставить вооружение броневика без изменений, чтобы не снижать его и без того небольшую огневую мощь.
Имела также место попытка превратить БА-И в бронедрезину (по аналогии с БА-6жд), для чего одна из машин была оснащена специальными металлическими колёсными бандажами для носового и кормового мостов машины.

## Операторы
- СССР — основной оператор
- Монголия — 5 машин, 1935 год

## Служба и боевое применение

Бронеавтомобили БА-И и ФАИ, а также тяжёлые трактора «Коммунар» перед смотром по завершении Больших Киевских манёвров, сентябрь 1935 года

Первые БА-И начали поступать в части РККА в середине 1933 года. БА-И поступали в мотобригады, механизированные и стрелковые части, заменяя в них БА-27. Вплоть до Великой Отечественной войны бронеавтомобили БА-И, имевшиеся в распоряжении РККА, не применялись ни в каких военных конфликтах, однако часто участвовали в манёврах и парадах.
В 1935 году 5 бронемашин было передано Монголии.
После пересадки БА-И на шасси ГАЗ-ААА они были оставлены на вооружении РККА, хотя их рекомендовалось использовать как учебные. Кроме того, от года к году нехватка снарядов для 37-мм орудий «Гочкис» чувствовалась всё сильнее. По состоянию на 1 января 1941 года наличие БАИ-М в различных военных округах выглядело следующим образом:
| Наличие бронеавтомобилей БАИ-М в военных округах по состоянию на 1 января 1941 года |      |      |      |      |     |       |       |
| Округ                                                                               | ОрВО | КОВО | СКВО | САВО | МВО | ЗабВО | Итого |
| Количество БА                                                                       | 1    | 11   | 8    | 7    | 2   | 48    | 77    |

| Категория | ЛВО | КОВО | МВО | СКВО | ОрВО | САВО | ЗабВО | Всего |
| --------- | --- | ---- | --- | ---- | ---- | ---- | ----- | ----- |
| 1         |     |      |     |      |      |      | 5     | 5     |
| 2         |     | 11   | 5   | 4    | 1    | 7    | 39    | 67    |
| 4         | 1   |      |     | 1    |      |      | 5     | 7     |
| Всего     | 1   | 11   | 5   | 5    | 1    | 7    | 49    | 79    |

Таким образом, в начале 1941 года большинство бронеавтомобилей БАИ-М находилось в частях Забайкальского военного округа. Однако в июне 1941-го часть соединений и частей, находившихся в ЗабВО, была отправлена в западные военные округа вместе со штатной техникой, в числе которой были и БАИ-М. Так, на 22 июня 1941 года 5-й механизированный корпус РККА, сформированный в Забайкалье, имел в своём составе 131 средний бронеавтомобиль, 22 из которых являлись БАИ-М. При этом все БАИ-М находились в 13-й танковой дивизии этого мехкорпуса.
В составе ряда соединений БАИ-М применялись в боях начального периода Великой Отечественной войны, однако в суматохе первых недель боёв довольно быстро были потеряны, как и большинство бронетехники РККА в целом. К примеру, та же 13-я танковая дивизия 5-го механизированного корпуса за месяц боёв в Белоруссии с 8 июля по 8 августа 1941 года из 78 средних бронеавтомобилей потеряла 74, из них 60 (31 БА-10, 3 БА-3М, 4 БА-6, 16 БАИ-М и 6 БА-20) было потеряно в бою, 17 (10 БА-10, 4 БА-3, 3 БА-20) — оставлено по техническим причинам, и ещё 7 (2 БА-10 и 5 БАИ-М) пропали при невыясненных обстоятельствах. Детальные данные о применении БАИ-М другими подразделениями отсутствуют, однако можно предположить, что к середине августа 1941 года практически все они были потеряны.
Использование трофейных БА-И войсками вермахта и союзников Третьего рейха, хотя и является в принципе возможным, не имеет документальных подтверждений.
Оставшиеся на Дальнем Востоке бронеавтомобили БАИ-М смогли пережить 1941 год. В частности, по состоянию на 20 августа 1942 года 7-й учебный танковый полк Забайкальского фронта, помимо прочей техники, имел в своём составе и 9 БАИ-М. Однако сведений о том, что эти машины применялись при разгроме Квантунской армии в августе 1945 года, нет. Вероятно, последние остававшиеся в частях Забайкальского фронта БАИ-М были разбронированы до 1945 года.
По состоянию на 2011 год информация о сохранившихся бронеавтомобилях БА-И и БАИ-М отсутствует.

## Оценка машины
В целом для своего времени БА-И являлся весьма современной и даже передовой машиной. Полностью сварной корпус являлся несомненной новостью в мировой практике постройки бронеавтомобилей, а толщина бронелистов вполне соответствовала мировым показателям того времени. Несомненно удачным решением была ступенчатая конфигурация корпуса, позволившая уменьшить высоту броневика не в ущерб его эргономичности. Вооружение бронеавтомобиля в принципе соответствовало вооружению танка МС-1 и ранних версий Т-26 и являлось весьма мощным для бронемашин начала 1930-х. Шасси с колёсной формулой 6 × 4 обеспечивало машине вполне удовлетворительную проходимость (повышавшуюся также наличием вездеходных цепей «Оверолл»), а динамические характеристики, с учётом защищённости и вооружённости машины, для своего времени являлись даже выдающимися.
Бронеавтомобиль имел и свои недостатки. В частности, отмечалось, что при преодолении вертикальных препятствий бронеавтомобиль цепляется за них картером демультипликатора с риском повреждения последнего. Кроме того, если пушка и пулемёт находились на максимальном угле склонения, то при повороте башни они утыкались в крышу отделения управления.
Специфическим и очень серьёзным недостатком БА-И являлось отсутствие щелей для отвода горячего воздуха из моторного отделения. При закрытых носовых дверцах радиатор моментально закипал. Открытие дверец улучшало его охлаждение, но в этом случае поток горячего воздуха устремлялся в кабину бронеавтомобиля, прямо в лицо водителю и пулемётчику. Это было не так страшно, если смотровые люки в лобовом бронелисте, дверях и крыше были открыты, но если же они были закрыты, как и полагалось в боевой обстановке, броневик фактически превращался в «душегубку». Во время испытаний на НИИБТ полигоне водитель смог проехать с закрытыми люками лишь 5 км, после чего едва не потерял сознание из-за сильного головокружения, и люки снова пришлось открыть. Более того, горячий воздух от мотора, задувая в зазор между щитком водителя и бронёй, обжигал водителю руки, из-за чего тот попросту не мог держаться за верхний сектор рулевого колеса, а его глаза слезились от дующего в лицо раскалённого ветра. Впрочем, дальше отделения управления и боевого горячий воздух опять-таки никуда не уходил, так что уже через 5—6 км движения с закрытыми люками температура внутри машины достигала 57—58 °C и даже просто нахождение экипажа внутри неё становилось практически невозможным. В своём заключении по итогам испытаний сотрудники НИИБТ полигона специально отмечали следующее:

…Для эксплуатации в наших условиях машина пригодна, для приёма как боевой… У неё необходимо прекратить доступ горячего воздуха от мотора к водителю.

Во избежание подобных проблем последующие броневики, начиная с БА-3, имели по бортам моторного отделения специальные щели для отвода горячего воздуха от мотора.
Однако ко времени гражданской войны в Испании БА-И уже начали устаревать, хотя по мощи вооружения и бронированию в целом были на одном уровне с современными бронеавтомобилями Германии, такими как Sd.Kfz.222, которому БА-И слегка уступал в бронезащите. Правда, уже тогда начал сказываться износ базы «Форд-Тимкен», но пересадка бронеавтомобилей на шасси ГАЗ-ААА эту проблему решила. К началу Великой Отечественной войны по уровню вооружения он всё ещё примерно соответствовал средним бронеавтомобилям вермахта. Другое дело, что в линейке отечественных средних бронеавтомобилей БАИ-М и БА-27 обладали наименьшей огневой мощью. Хотя 37-мм пушка «Гочкис-ПС» была вполне способна бороться с легкобронированной техникой, дальность её эффективной стрельбы составляла всего 500—700 м, да и недостаток снарядов давал о себе знать.
Впрочем, не стоит забывать, что даже более современные советские бронеавтомобили, такие как БА-6 или БА-10, понесли в начале Великой Отечественной войны огромные потери, причём не столько из-за своих технических показателей, сколько из-за общей неразберихи, неумелого использования, нехватки топлива и боеприпасов.

## БА-И в массовой культуре
В силу своей малочисленности и общей малой известности бронеавтомобили БА-И не встречаются в компьютерных играх, посвящённых военным конфликтам 1930—1940-х годов.
Пластиковые модели-копии броневика выпускаются предприятиями «Восточный экспресс» (Россия, масштаб 1:35, номер по каталогу производителя 35124) и «UM» (Украина, масштаб 1:72, номер по каталогу производителя 363). Обе модели выполнены методом литья под высоким давлением (ЛВД). Соответствие оригиналу модели от «Восточного экспресса» крайне низкое, так как набор представляет собой комплект деталей корпуса и ходовой части более позднего бронеавтомобиля БА-3 с дополнительными деталями башни БА-И, в целом также мало соответствующей оригиналу. Модель фирмы «UM» отличается несколько более высоким качеством.

### Сноски
1. ↑  На основании чертежей и технических характеристик.
2. ↑  По многочисленным сохранившимся фотографиям.
3. 1 2  На основании сравнения тактико-технических характеристик указанных машин.